# مترجم

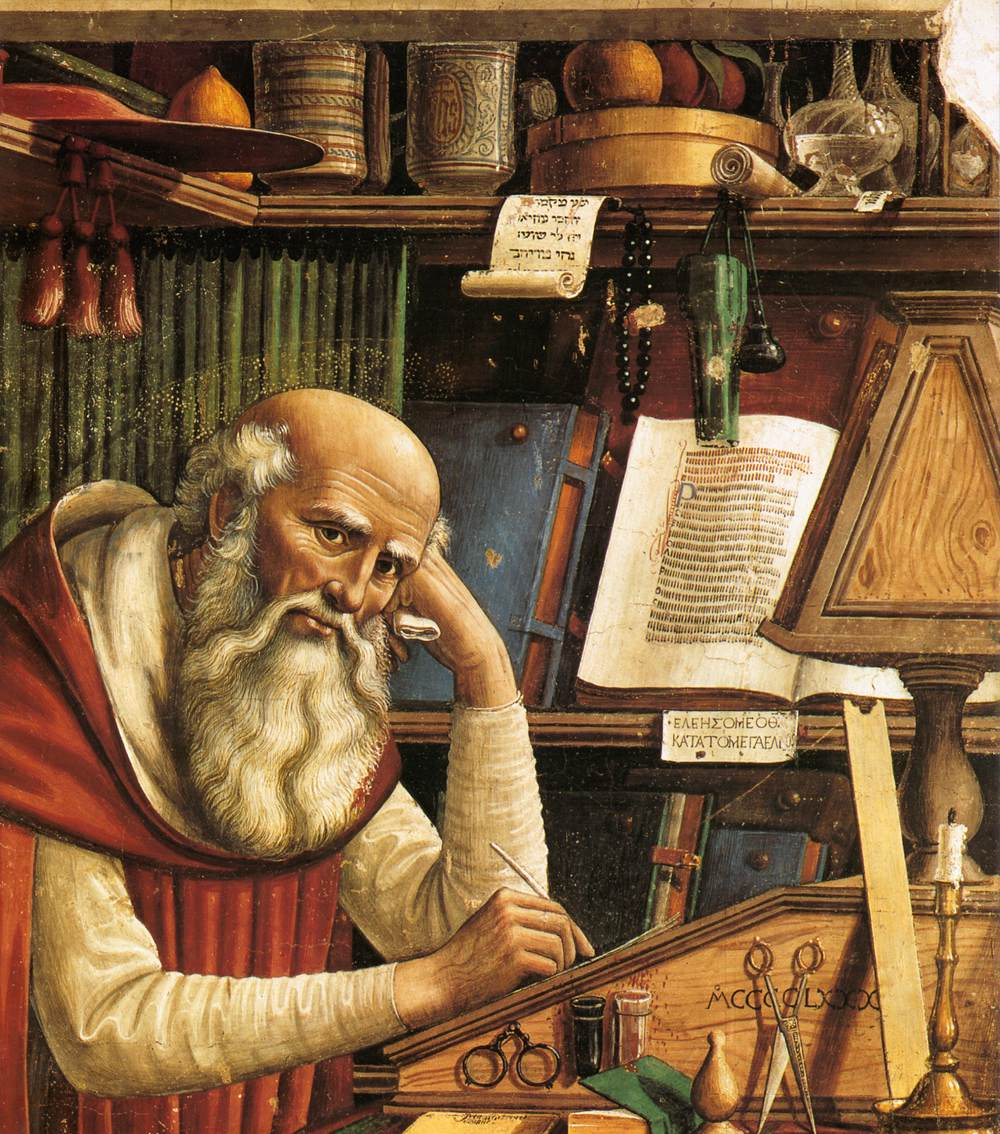
جروم مترجم کتاب مقدس از عبری به لاتین

مترجم، ترجمه‌گر، ترجمان، یا برگرداننده یک شخص یا نرم‌افزار است که در صنعت یا هنرِ ترجمه مهارت دارد و عهده‌دارِ درک و تفسیر موضوعات، معانی، و مفاهیم پدیدآمده در یک زبان (زبان مبدأ)، و سپس انتقال، معادل‌یابی، و بازسازی آنها در زبانی دیگر (زبان مقصد) است.
مترجمان کم‌تجربه ممکن است براین باور باشند که در زبان و ترجمه، درست همانند علمی دقیق، می‌توان هر واژه و مفهومی را هم به‌طور دقیق تعریف و درک کرد و هم آنها را به شیوه‌ای شفاف با پیوندهای متقابل و کاملاً ثابت، از دو حوزهٔ زبانیِ متفاوت به هم اتصال داد. هرچند چنین برخوردی ممکن است در مورد زبان‌های برنامه‌نویسی رایانه‌ای و زبان‌های ماشینیِ دیگر (همچون هوش مصنوعی) تا اندازه‌ای میسر باشد، در خصوص زبان‌های طبیعی انسانی دور از واقعیت و امکان است.